# GMA Network
GMA Network Inc. (allgemein bekannt als GMA, ein Akronym für Global Media Arts) ist ein philippinisches Medienunternehmen mit Hauptsitz in Quezon City. Es wurde am 1. März 1950 von Robert „Uncle Bob“ Stewart gegründet.
Das Unternehmen betreibt mehrere Fernseh- und Radiosender auf den Philippinen, darunter GMA, GTV, Super Radyo DZBB und Barangay LS.

## Geschichte
Das Unternehmen wurde am 1. März 1950 von Robert La Rue Stewart als Loreto F. de Hemedes Inc. mit der Einführung von DZBB, einem lokalen Radiosender in Manila, gegründet. Im Jahr 1957 zog DZBB in sein neues und aktuelles Zuhause in EDSA, Quezon City. Das Unternehmen begann am 29. Oktober 1961 mit der ersten Ausstrahlung von RBS TV Channel 7 im Fernsehen.
Am 28. Mai 1974 wurde das Unternehmen in Republic Broadcasting System (RBS) umbenannt. Gilberto Duavit Sr., Menardo Jimenez und Felipe Gozon übernahmen das Unternehmen von der Familie Stewart. Im Jahr 1987 war GMA der erste philippinische Rundfunksender, der ausschließlich Stereo ausstrahlte.
Im Jahr 1992 verabschiedete der philippinische Kongress ein Gesetz, das dem Netzwerk eine Betriebszeit von 25 Jahren gewährte, und startete das Rainbow Satellite-Netzwerk, dessen Programme landesweit und in ganz Südostasien verfügbar waren. Im Jahr 1996 änderte das Unternehmen seine Unternehmensidentität in GMA Network Inc.
Am 27. Oktober 2002 wurde das Netzwerk als Kapuso Network gestartet.
Am 30. Juli 2007 wurde das Unternehmen an der Philippine Stock Exchange unter dem Symbol GMA7 notiert.
Am 21. April 2017 unterzeichnete der philippinische Präsident Rodrigo Duterte das Gesetz Nr. 10925, das die Lizenz von GMA Network um weitere 25 Jahre verlängerte. Das Gesetz erteilte GMA Network Inc. eine Konzession für den Bau, die Installation, den Betrieb und die Wartung von Rundfunk- und Fernsehsendern für kommerzielle Zwecke, einschließlich eines digitalen Fernsehsystems. Diese Lizenz umfasst die Errichtung entsprechender Einrichtungen wie Relaisstationen auf den gesamten Philippinen.

## Fernsehsender

### Inland
Aktuell
- GMA
  - DZBB-TV (Manila)
  - DZEA-TV (Dagupan)
  - D-12-ZB-TV (Batangas)
  - DWAI-TV (Naga)
  - DYXX-TV (Iloilo)
  - DYGM-TV (Bacolod)
  - DYSS-TV (Cebu)
  - DXMJ-TV (Davao)
- GTV[5]
  - DWDB-TV (Manila)
- Heart of Asia[6]
- I Heart Movies[7][8][9]

Früher
- Channel V Philippines (im gemeinsamen Besitz mit Disney Networks Group Asia Pacific)
- Citynet Television
- DepEd TV
- Fox Filipino (im gemeinsamen Besitz mit Disney Networks Group Asia Pacific)
- GMA News TV (Philippinen)
- Hallypop (im gemeinsamen Besitz mit Jungo TV)[10]
- Pinoy Hits[11]
- QTV/Q (im gemeinsamen Besitz mit Zoe Broadcasting Network)

### Ausland
- GMA Pinoy TV[12][13]
- GMA Life TV[14]
- GMA News TV[15][16]

## Radiosender

### AM (Super Radyo)
- - DZBB 594 (Manila)
  - DZSD 1548 (Dagupan)
  - DYSP 909 (Puerto Princesa)
  - DYSI 1323 (Iloilo)
  - DYSB 1179 (Bacolod)
  - DYSS 999 (Cebu)
  - DXRC 1287 (Zamboanga)
  - DXGM 1125 (Davao)

### FM (Barangay FM)
- - DWLS 97.1 (Manila)
  - DWRA 92.7 (Baguio)
  - DWTL 93.5 (Dagupan)
  - DWWQ 89.3 (Tuguegarao)
  - DWQL 91.1 (Lucena City)
  - DYHY 97.5 (Puerto Princesa)
  - DWCW 96.3 (Naga)
  - DYMK 93.5 (Iloilo)
  - DYEN 107.1 (Bacolod)
  - DYRT 99.5 (Cebu)
  - DXLX 100.7 (Cagayan de Oro)
  - DXRV 103.5 (Davao)
  - DXCJ 102.3 (General Santos)

## Internet
- GMANetwork.com
- GMA News Online
- GMA On Demand
- Kapuso Stream

## Tochtergesellschaften
- Alta Productions Group, Inc.
- Citynet Network Marketing and Productions, Inc.
- GMA International
- GMA Network Films, Inc. (GMA Pictures)
- GMA New Media, Inc.
  - Digify
  - GMA Affordabox
  - GMA Now
- GMA Worldwide, Inc.
- MediaMerge Corporation
- RGMA Marketing and Productions, Inc. 
  - GMA Music
  - GMA Playlist
- Scenarios, Inc.
- Script2010, Inc.

## Geschäftsbereiche
- GMA Entertainment Group
- GMA Integrated News
- GMA Kapuso Foundation
- GMA Public Affairs
- GMA Radio
- GMA Regional TV
- GMA Sports
- Sparkle GMA Artist Center
- Synergy: A GMA Collaboration